# Championnat d'Union soviétique de football 1960
Navigation
Saison 1959 Saison 1961
La saison 1960 de Klass A est la 22e édition du championnat de première division en Union soviétique. Vingt-deux clubs sont regroupés en deux poules où les équipes se rencontrent deux fois, à domicile et à l'extérieur. À la fin de cette première phase, les trois premiers jouent une poule pour le titre, les autres formations jouent des poules de classement, sans enjeu puisqu'il n'y a ni relégation, ni promotion en fin de saison.
La compétition est étendue cette année-là à vingt-deux équipes, avec pas moins de dix clubs promus des divisions inférieures. Cette décision a été prise par les organisateurs dans l'objectif de diversifier le championnat en y apportant des équipes venant des républiques soviétiques les moins bien représentées. Ainsi cette saison voit pour la première fois des représentants de l'Estonie, du Kazakhstan et de l'Ouzbékistan participer à la première division.
C'est le club du Torpedo Moscou qui remporte le championnat après avoir terminé en tête de la poule pour le titre, avec trois points d'avance sur le Dynamo Kiev et le Dynamo Moscou, le tenant du titre. Il s'agit du tout premier titre de champion d'Union soviétique de l'histoire du club, qui réalise même le doublé en s'imposant en finale de la Coupe d'URSS face au Dynamo Tbilissi.

## Clubs participants
- Promu de deuxième division

| Club                         | Présent depuis | Classement 1959  | Entraîneur                |
| ---------------------------- | -------------- | ---------------- | ------------------------- |
| Dinamo Moscou                | 1936           | 1er              | Mikhail Yakushin          |
| Lokomotiv Moscou             | 1952           | 2e               | Nikolaï Morozov           |
| Dinamo Tbilissi              | 1936           | 3e               | Andreï Jordania (ru)      |
| SKA Rostov                   | 1959           | 4e               | Piotr Chtcherbatenko (ru) |
| Torpedo Moscou               | 1938           | 5e               | Viktor Maslov             |
| Spartak Moscou               | 1936           | 6e               | Nikita Simonian           |
| Dynamo Kiev                  | 1936           | 7e               | Viatcheslav Soloviov      |
| Zénith Léningrad             | 1938           | 8e               | Guennadi Bondarenko (en)  |
| CSKA Moscou                  | 1954           | 9e               | Grigori Pinaïtchev (en)   |
| Moldova Kichinev             | 1956           | 10e              | Vassili Sokolov           |
| Krylia Sovetov Kouïbychev    | 1957           | 11e              | Aleksandr Abramov (ru)    |
| Chakhtior Stalino            | 1955           | 12e              | Oleg Ochenkov             |
| Spartak Erevan               | 1960           | 1er (D2, zone 3) | Borys Smyslov (ru)        |
| Admiralteïets Léningrad (ru) | 1960           | 1er (D2, zone 5) | Nikolaï Lioukchinov (en)  |
| Avangard Kharkov             | 1960           | 3e (D2, zone 2)  | Vitali Zoub (ru)          |
| Pakhtakor Tachkent           | 1960           | 4e (D2, zone 6)  | Aleksandr Keller (ru)     |
| Spartak Vilnius              | 1960           | 5e (D2, zone 4)  | Gueorgui Glazkov          |
| Kaïrat Almaty                | 1960           | 6e (D2, zone 6)  | Nikolaï Glebov (ru)       |
| Belarus Minsk                | 1960           | 7e (D2, zone 2)  | Viktor Novikov (ru)       |
| Daugava Riga                 | 1960           | 11e (D2, zone 4) | Piotr Stoupakov (ru)      |
| Neftianik Bakou              | 1960           | 12e (D2, zone 3) | Veniamin Krylov           |
| Kalev Tallinn                | 1960           | Régional         | Inconnu                   |

### Changements d'entraîneurs
| Club              | Entraîneur partant           | Date de départ | Entraîneur arrivant      | Date d'arrivée |
| ----------------- | ---------------------------- | -------------- | ------------------------ | -------------- |
| Chakhtior Stalino | Konstantin Chtchegotski (en) | mai 1960       | Oleg Ochenkov            | juin 1960      |
| Zénith Léningrad  | Gueorgui Jarkov (en)         | août 1960      | Guennadi Bondarenko (en) | août 1960      |
| Moldova Kichinev  | Aleksandr Sevidov            | août 1960      | Vassili Sokolov          | octobre 1960   |

## Compétition
Le barème de points servant à établir tous les classements se décompose ainsi :
- Victoire : 2 points
- Match nul : 1 point
- Défaite : 0 point